# Théophile III de Jérusalem

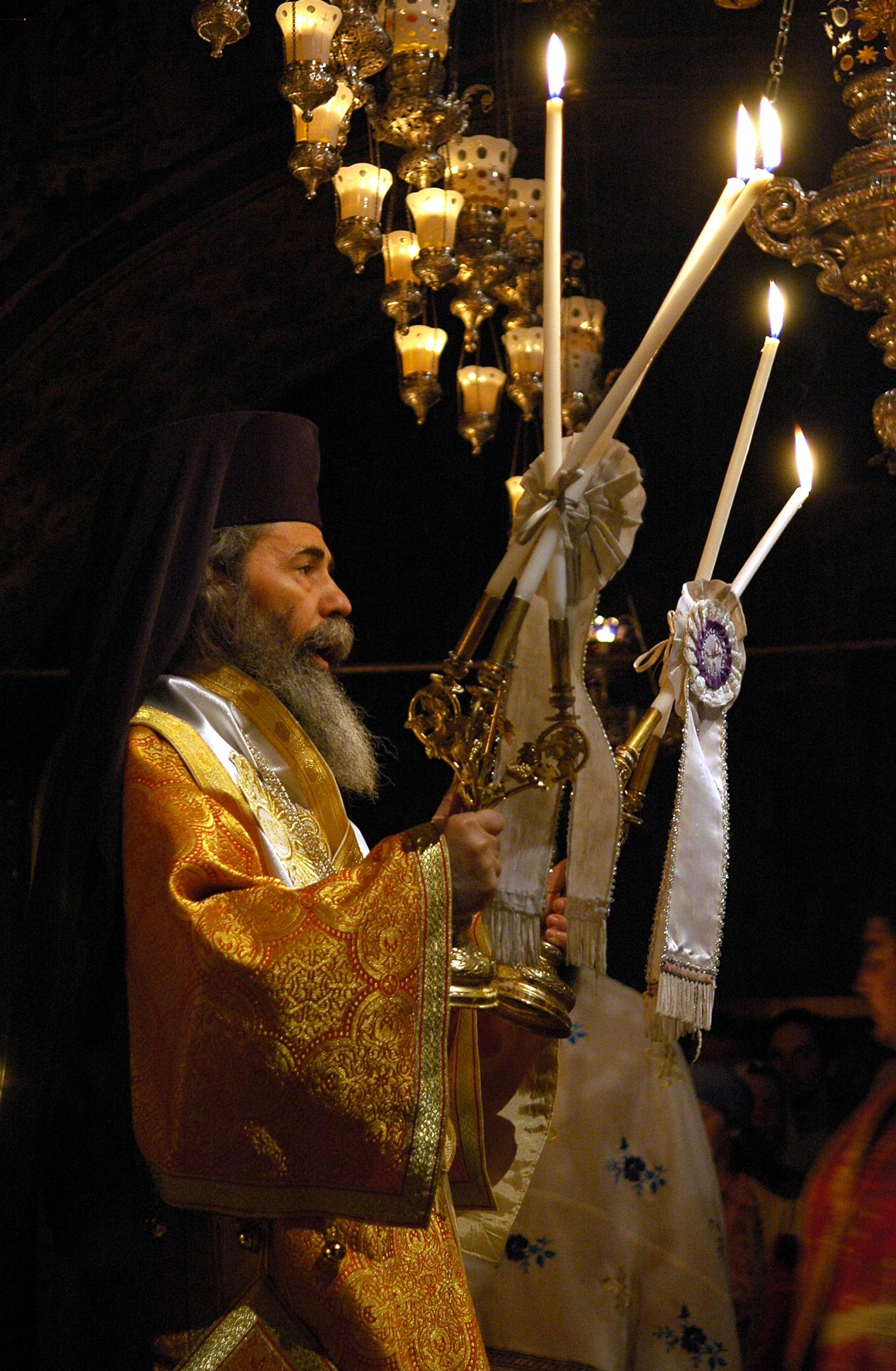
Théophile III de Jérusalem.

Théophile III (en grec moderne : Θεόφιλος Γ, né Ηλίας Γιαννόπουλος dans le village de Gargaliáni, Messénie, dans le Royaume de Grèce le 4 avril 1952) est le 141e et actuel patriarche orthodoxe de Jérusalem, avec le titre de Patriarche de la Sainte Cité de Jérusalem et de toute la Palestine (depuis le 22 août 2005). Au moment de son élection, il est archevêque du mont Thabor. En plus de sa langue maternelle, le grec, il parle couramment l'anglais et l'arabe. Il étudie la théologie à l'université d'Athènes, puis poursuit des études supérieures à Londres.
Théophile III est reconnu très vite après son élection par les autres Églises de la communion orthodoxe, ainsi que par l'Autorité palestinienne et la Jordanie. Israël ne l'a reconnu que le 16 décembre 2007.